# 陳布雷
陳 布雷（ちん ふらい、1890年12月26日〈光緒16年11月15日〉 - 1948年〈民国37年〉）は、中華民国の政治家・ジャーナリスト。中国国民党の要人で、蔣介石側近として重要文書起草に携わったことで知られる人物である。旧名は訓恩、字は彦及、号は畏塁。

## 事跡

### 民初の活動
富農の家庭に生まれる。当初は旧学を学び、府試や院試を受験した。科挙廃止後の1904年（光緒30年）に慈渓県中学堂に入学し、ここで新学に接する。この頃から、秘密結社である「覆満同志社」に属して、革命派としての活動を開始した。以後、寧波府中学堂、浙江高等学堂予科などで学ぶ。
1911年（宣統3年）夏、陳布雷は浙江高等学堂を卒業し、上海の『天鐸報』で記者としての活動を開始する。同年10月の武昌起義勃発後は、革命派を応援する記事を次々と発表した。翌年3月、陳は中国同盟会に加入している。
1914年（民国3年）7月、陳布雷は父の死を受けて帰郷し、しばらくは地元で公益事業などに携わっている。1920年（民国9年）6月、商務印書館の招聘に応じて上海に再び赴き、『ウェブスター英漢大辞典』の編集・翻訳に携わった。翌年1月、陳は雑誌『商報』を新たに創刊し、編集主任としてジャーナリズムの世界に復帰している。陳の言論は北京政府（特に曹錕の賄選）の批判と孫文の擁護を主潮とし、幅広く支持を集めている。中国国民党が北伐を開始すると、これを支援する論陣を張った。

### 蔣介石の側近へ
1927年（民国16年）1月、陳布雷は南昌で蔣介石と対面した。蔣は陳の文才や人柄を気に入り、まもなく陳を国民党に加入させている。同年4月、陳は浙江省政府秘書長に任ぜられ、翌月には蔣の招聘を受けて南京で中央党部書記長に転じた。8月に蔣がいったん下野に追い込まれた際には、陳が辞職宣言を起草している。10月、陳は上海の『時事新報』で記者となった。翌年1月に蔣が復権すると、陳は国民革命軍総司令部秘書長に招聘されたが、これを固辞し、まもなく『時事新報』総主筆となる。その一方で、陳は蔣が発する重要文書や講演の起草を担当した。
1929年（民国18年）3月、国民党第3回全国代表大会で、陳布雷は中央候補監察委員に選出された。翌年12月、国民政府教育部常務次長（後に政務次長）となり、さらに党中央宣伝部副部長も兼ねている。1931年（民国20年）12月に蔣介石がいったん下野すると、陳は浙江省教育庁長に転じた。1934年（民国23年）5月、南昌行営設計委員会主任に任ぜられ、蔣の傍らで重要文書・講話の起草や議事の整理等にあたることになった。
1935年（民国24年）2月、陳布雷は軍事委員会委員長侍従室第2処主任に任ぜられた。11月の国民党第5回全国代表大会では、党中央政治会副秘書長に任ぜられている。翌年12月の西安事件では、病気のため蔣介石に随行できず、難を逃れた。事件後は、蔣の命により「対張楊之訓詞」と「西安半月記」を記述している。1937年（民国26年）の日中戦争（抗日戦争）勃発に際しては、「自衛抗戦声明書」などを起草した。これ以後も蔣の傍らで機密に携わる一方で、抗日を呼びかける宣伝活動に従事している。

### 晩年
日中戦争後の陳布雷は、蔣介石の命により各党派との交渉にあたり、国民大会の開催などに従事した。1948年（民国37年）3月には、陳は総統府国策顧問兼中央政治委員会代理秘書長に任ぜられている。しかし、国共内戦が国民党不利の情勢になっていくに従い、陳は絶望を深めていくことになった。さらに陳は清廉潔白な人柄であり、国民党の腐敗ぶりにも心痛を抱えていたとされる。
同年11月13日、陳布雷は南京において睡眠薬を大量に服用して自殺した。享年59（満57歳）。